# Torquato Tasso
Torquato Tasso (ur. 11 marca 1544 w Sorrento, zm. 25 kwietnia 1595 w Rzymie) – włoski poeta, uważany za jednego z najwybitniejszych twórców włoskiego renesansu.
Klimat poezji Torquata Tassa w pełni odzwierciedlał niepokoje kulturowe i społeczne lat potrydenckich, które przyczyniły się do kryzysu renesansowej harmonii i utorowały drogę barokowi. Załamaniu uległy w tej twórczości przede wszystkim klasyczne kanony oraz sztywne wzorce czerpane z literatury antycznej, które zastąpione zostały przez autora „oszołomieniem pięknem świata i dramatami egzystencji”. Dominującą rolę zaczęło odgrywać uczucie i wiara, zamiast filozoficznych rozważań natury ludzkiej.
Najważniejszym osiągnięciem literackim Tassa, a zarazem „dziełem, które okazało się przyczyną jego udręki i chwały”, jest poemat epicki, Jerozolima wyzwolona, odwołujący się do dziejów pierwszej krucjaty (1096−1099). Ostro atakowany przez współczesną mu krytykę literacką, złamany życiowo, dręczony skrupułami religijnymi i zmuszony do spędzenia większości życia w szpitalu psychiatrycznym, Tasso w XIX wieku stał się częścią romantycznej legendy, a jego udziałem stała się trwająca do dziś sława największego twórcy włoskiego swoich czasów.
Zainteresowanie twórczością Tassa osiągnęło swoje apogeum w dobie romantyzmu; jego znaczący wpływ widoczny jest u takich pisarzy jak Lord Byron czy Adam Mickiewicz.

## Życiorys
Tasso urodził się w Sorrento w marcu 1544 r. Jego matka, Toskanka, Porzia de’ Rossi zmarła, gdy poeta miał 12 lat i kształcił się w szkole prowadzonej przez jezuitów w Neapolu. Młody Torquato znajdował się pod opieką ojca Bernarda, znanego poety petrarkisty i autora obszernego poematu rycerskiego Amadys. Wraz z ojcem prowadził życie raczej nieregularne na różnych dworach (Rzym, Urbino). Studiował prawo w Padwie, później także filozofię i retorykę. Studia w Bolonii musiał porzucić oskarżony o napisanie ostrej satyry na profesorów i studentów. Wrócił więc do Padwy, gdzie nawiązał stosunki z padewską Academia degli eterei. Gdy był studentem, napisał także poemat rycerski Rinaldo (1562) i kilka wierszy miłosnych. W 1565 r. zamieszkał w Ferrarze, gdzie jako dworzanina gościł go kardynał Ludovico d'Este. Lata 1565–1575 to czas największych sukcesów, cieszył się wtedy Tasso powszechnym szacunkiem, był podziwiany jako literat, traktowany wręcz jako ucieleśnienie idealnego Dworzanina z dzieł Castiglionego. Pisał wiersze do sióstr księcia Ferrary, Herkulesa (Ercole d’Este), Lukrecji i Eleonory. Wtedy też powstały jego największe dzieła: Jerozolima Wyzwolona oraz dramat pasterski Amintas. Znacznym sukcesem było także uzyskanie funkcji historiografa dworu.
Ambitny i spragniony kolejnych sukcesów poeta prowadzi życie niespokojne i chaotyczne, był świadkiem zepsutych obyczajów, sfrustrowanego i rozczarowanego społeczeństwa, marnej kondycji moralnej całego pokolenia, dusznej atmosfery kontrreformacji. Po 10-letnim paśmie sukcesów, w 1575 zaczęły się jego problemy zdrowotne, choroba psychiczna zaprowadziła go do licznych konfliktów, m.in. z jego chlebodawcami. Znane są dziwne zachowania pisarza, miał m.in. ciskać nożem w służącego, który rzekomo go śledził, i zgłosić się do inkwizycji, by sprawdzili, czy nie jest heretykiem (orzeczono, że nie był). Zaniepokojony Ludovico d’Este wysłał go na „odpoczynek” do klasztoru św. Franciszka, Tasso jednak stamtąd uciekł. Pojechał incognito do siostry, do Sorrento, by zawiadomić ją o własnej śmierci. Jej zmartwienie bardzo go pokrzepiło. Po powrocie do Ferrary trafił na ślub Alfonsa II d’Este i Martgherity Gonzagi, gdzie obraził pana młodego. Za to 7 lat spędzi w szpitalu dla obłąkanych im. św. Anny (do 1586). Po 14 miesiącach w izolatce dano mu do dyspozycji kilka pokoi, gdzie mógł pisać, przyjmować gości i skąd pozwalano mu wychodzić na spacery. Tasso cierpiał na liczne zaburzenia psychiczne: depresja, schizofrenia, trapiły go rozmaite wątpliwości. W szpitalu dręczyły go wizje, które opisywał w korespondencji. Pomimo że nigdy nie odzyskał całkowicie psychicznej równowagi, zdołał powrócić do pisania. W więzieniu pisał także wiersze i dialogi.
Po wyjściu na wolność wiódł życie niespokojne, tułając się po wielu miastach (Mantua, Rzym, Neapol). Pisał utwory na cześć książąt i mnichów, którzy udzielili mu gościny. W Rzymie miał być uwieńczony na Kapitolu, obiecał mu to papież Klemens VIII. Tasso nie doczekał jednak tej uroczystości, w 1595 r. zmarł w klasztorze przy kościele pw. św. Onufrego w Rzymie, gdzie spędził ostatnie lata życia. Znajduje się tam jego grobowiec i niewielkie muzeum.

## Twórczość
- Rinaldo (Rinaldo, 1562) – krótki poemat rycerski
- Rozważania nad poematem bohaterskim (Discorsi del poema eroico, 1564–1565)
- Amintas (Aminta, wystawiony 1573, wyd. 1580) – dramat w 5 aktach o tematyce pasterskiej
- Jerozolima wyzwolona (Gerusalemme liberata, 1565–1575, wyd. 1581) – poemat rycerski w 20 pieśniach
- Rymy (Rime, wyd. 1581–1582) – łącznie około 2000 utworów: erotyków, wierszy pochwalnych i religijnych, przedstawiającej wyrafinowany świat dworski
- Listy (Lettere, wyd. częściowo 1587–1588) – obszerny zbiór liczący ok. 1700 listów, koncentrujący się głównie na problematyce literackiej i sporze wokół Jerozolimy wyzwolonej
- Dialogi (Dialoghi, 1579–1595) – 26 dialogów o tematyce filozoficznej, literackiej i autobiograficznej
- Jerozolima zdobyta (Gerusalemme conquistata, wyd. 1593) – poemat w 27 pieśniach, przeróbka Jerozolimy wyzwolonej[6].

Twórczość Torquato Tassa dawała świadectwo niepokojów kulturowych i społecznych lat potrydenckich, które przyczyniły się do kryzysu renesansowego światopoglądu i utorowały drogę barokowi.